# WorldView-1
WorldView-1 ist ein kommerzieller Erdbeobachtungssatellit. Er wurde am 18. September 2007 von der Vandenberg Air Force Base mit einer Delta-II-Rakete gestartet. Hergestellt wurde der Satellit von Ball Aerospace aus den USA.
WorldView liefert aus einer Höhe von 496 km Bilder in einer Auflösung von 0,5 m (panchromatisch). Zusätzlich ist der dreiachsenstabilisierte Satellit und die Datenauswertung sehr gut darauf vorbereitet, Änderungen in einem Gebiet gegenüber vorherigen Aufnahmen bzw. Stereobilder einer Region aufzunehmen. Vertrieben werden die Bilder in Zusammenarbeit mit der Firma DigitalGlobe, welche mit QuickBird schon einen Satellit für ähnliche Aufgaben betreibt.
Der im Oktober 2009 gestartete WorldView-2 verfügt zusätzlich über die Möglichkeit, multispektrale Bilder in acht Spektralbereichen mit einer Auflösung von 1,8 m aufzunehmen.

## Technische Daten
- Masse: 2500 kg
- Größe: 3,6m * 2,5m
- Spannweite der Solarzellen: 7,1 m
- Leistung: 3,2 kW (Solarzellen) + 100 Ah Akkumulatoren
- geplante Lebensdauer: 7,25 Jahre
- Bildauflösung: 50 cm am Nadir
- Dynamikumfang: 11 Bit
- Streifenbreite: 17,6 km
- Positionierungsgenauigkeit (per GPS): < 15m
- Umlaufbahn: Sonnensynchron mit absteigendem Knoten bei 10:30 MOZ
- Umlaufzeit: 94,6 min
- maximale Wiederholzeit bis zum Überfliegen eines Gebietes für 1 m GSD: 1,7 Tage
- maximale Fläche die pro Tag aufgenommen werden kann: 750.000 km²
- OnBoard Speicherkapazität: 2199 Gigabit
- Funksysteme: X-Band für Bilder mit einer Datenrate von 800 Mbps, S-Band mit einer Datenrate von 2 oder 64 kbps zur Steuerung